# Монґайт Ганна Вікторівна
Ганна Вікторівна Монґайт (уроджена Лошак; 9 березня 1978, Одеса, Українська РСР, СРСР) — російська журналістка та телеведуча єврейського походження, шеф-редактор культурного мовлення телеканалу «Дождь».

## Життєпис
Народилася  9 березня 1978 в Одесі в родині журналіста Віктора Лошака та галеристки Марини Лошак.

### Освіта
Освіта — незакінчена вища. У 1995-1997 проходила навчання на телевізійному відділенні факультету журналістики МДУ, але диплом про вищу освіту так і не отримала.

### Друкована преса
Перша замітка Анни вийшла в «Известиях», коли їй було 13 років. Потім, на початку 1990-х під ім'ям «Ена Лошак» Ганна працювала в «незалежній від дорослих газеті» «Дієслово».
У 16 років починає працювати в програмі «До 16 і старше» на «Першому каналі». Була шеф-редактором в програмах «Кіно + Т» та «Форма з Віктором Мізіано», що виходили на телеканалах РТР та «Культура».
На початку 2000-х працювала кореспондентом служби інформації телеканалу НТВ. Готувала репортажі для телевізійних програм «Сьогодні», «Країна та світ» та «Особистий внесок» з Олександром Герасимовим . Також була шеф-редактором телепрограми «Все одразу!» з Петром Фадєєвим та Теклею Толстой на тому ж телеканалі.
З квітня 2005  по червень 2008 вела авторську програму «Про арт» на телеканалі «Культура».
З 2010 спільно з Ольгою Шакіні вела програму «Музи» (з 2011 «Музи. Нагінка») на телеканалі «Дождь». регулярно пише тексти про сучасні художників для журналу Tatler.
З 2011 вела програми «Міністерство культури» та «Backstage».
З 2012 веде програму «Перепостмодернізм» спільно з Денисом Катаєвим, а також «Тут і зараз» на телеканалі «Дождь».

## Родина
- Батько — Віктор Лошак, журналіст.
- Мати — Марина Лошак, мистецтвознавець та галеристка, з 1 липня 2013 директор Державного музею образотворчих мистецтв імені А. С. Пушкіна[17].
- Двоюрідний брат — Андрій Лошак, журналіст[18].
- Чоловік — Сергій Монгайт, креативний директор дизайн-бюро Just Design[19].
- Син — Матвій (2008).

## Фільмографія
- 2011 — «Випадковий зв'язок»